# Муро Лечезе
Муро Лечезе (итал. Muro Leccese) је насеље у Италији у округу Лече, региону Апулија.
Према процени из 2011. у насељу је живело 4883 становника. Насеље се налази на надморској висини од 76 м.

## Географија
| Клима (Муро Лечезе)        | Клима (Муро Лечезе) | Клима (Муро Лечезе) | Клима (Муро Лечезе) | Клима (Муро Лечезе) | Клима (Муро Лечезе) | Клима (Муро Лечезе) | Клима (Муро Лечезе) | Клима (Муро Лечезе) | Клима (Муро Лечезе) | Клима (Муро Лечезе) | Клима (Муро Лечезе) | Клима (Муро Лечезе) | Клима (Муро Лечезе) |
| Показатељ \ Месец          | .Јан.               | .Феб.               | .Мар.               | .Апр.               | .Мај.               | .Јун.               | .Јул.               | .Авг.               | .Сеп.               | .Окт.               | .Нов.               | .Дец.               | .Год.               |
| -------------------------- | ------------------- | ------------------- | ------------------- | ------------------- | ------------------- | ------------------- | ------------------- | ------------------- | ------------------- | ------------------- | ------------------- | ------------------- | ------------------- |
| Средњи максимум, °C (°F)   | 12,6 (54,7)         | 13,2 (55,8)         | 15,0 (59)           | 18,3 (64,9)         | 22,6 (72,7)         | 26,8 (80,2)         | 29,2 (84,6)         | 29,6 (85,3)         | 26,2 (79,2)         | 21,8 (71,2)         | 17,6 (63,7)         | 14,2 (57,6)         | 29,6 (85,3)         |
| Средњи минимум, °C (°F)    | 5,6 (42,1)          | 5,8 (42,4)          | 7,2 (45)            | 9,5 (49,1)          | 13,1 (55,6)         | 17,0 (62,6)         | 19,5 (67,1)         | 19,9 (67,8)         | 17,3 (63,1)         | 13,7 (56,7)         | 9,9 (49,8)          | 7,1 (44,8)          | 5,6 (42,1)          |
| Количина падавина, mm (in) | 71 (28)             | 60 (23,6)           | 65 (25,6)           | 40 (15,7)           | 33 (13)             | 20 (7,9)            | 16 (6,3)            | 22 (8,7)            | 49 (19,3)           | 80 (31,5)           | 97 (38,2)           | 74 (29,1)           | 627 (246,9)         |
| [ тражи се извор ]         |                     |                     |                     |                     |                     |                     |                     |                     |                     |                     |                     |                     |                     |

## Становништво
| 1931. | 1936. | 1951. | 1961. | 1971. | 1981. | 1991. | 2001. | 2011. |
| ----- | ----- | ----- | ----- | ----- | ----- | ----- | ----- | ----- |
| 3.994 | 4.389 | 4.829 | 5.066 | 4.860 | 5.083 | 5.173 | 5.267 | 5.091 |